# Murat Arslan
Murat Arslan (n. 1974) este un fost judecător turc, deținut politic în Republica Turcia. 

## Biografie
Murat Arslan a absolvit Facultatea de Drept a Universității din Istanbul în 1999. A căpătat rapid faimă ca un critic al Turciei în ceea ce privește libertatea presei și drepturile omului. În 2019 a fost condamnat la 10 ani de închisoare pentru facerea parte dintr-o organizație teroristă, fiind acuzat de o sursă anonimă că face parte din mișcarea Gülen.